# Ralf Krause
Ralf Krause (* 10. August 1978 in Bamberg) ist ein deutscher (WAKO) Vollkontakt-Kickboxer. In den Jahren 2008 und 2011 wurde er Weltmeister der WAKO-PRO.
Ralf Krause kämpfte im Jahr 2004 zum ersten Mal im Weltverband WAKO. Noch im gleichen Jahr wurde er hier im Vollkontakt Deutscher Meister in der Gewichtsklasse Leight Heavy Weight. In den folgenden Jahren konnte er bis ins Jahr 2007 seinen Titel als Deutscher Meister verteidigen. Ungeschlagen wechselte er im Jahr 2007 in die WAKO-PRO. Die WAKO-PRO ist der Verband für Kickbox-Profis. Hier gewann er am 12. November 2008 in der Gewichtsklasse Light Heavy Weight (bis 81,4 kg) gegen den Italiener Alessandro Giordano Spinelli die Weltmeisterschaft, nachdem er bereits im Jahr 2007 knapp von ihm geschlagen wurde. Am 12. November 2011 kämpfte Ralf Krause im Weltmeisterschaftskampf bis 85,1 kg (Cruiser Light Heavy Weight) in Rödental/Deutschland über zwölf Runden gegen den Russen Alexey Rybkin. Er gewann den WM-Kampf einstimmig mit 3:0 Punkten.
Ralf Krause war verheiratet, er hat zwei Kinder und ist von Beruf Konstruktionsmechaniker. Er wird von seinem Trainer Jürgen Schorn im Kickboxteam-Jürgen Schorn in Ebern trainiert.
Bei seinen Weltmeisterschaftskämpfen läuft als Einlaufmusik Rammsteins „Feuer Frei“.

## Sportliche Erfolge
- 2004: Deutscher Meister WAKO
- 2005: Deutscher Meister WAKO
- 2006: Deutscher Meister WAKO
- 2007: Deutscher Meister WAKO
- 2008: Weltmeister bis 81,4 kg WAKO-PRO
- 2011: Weltmeister bis 85,1 kg WAKO-PRO

## Einzelnachweise

Bilder von Ralf Krause 2011
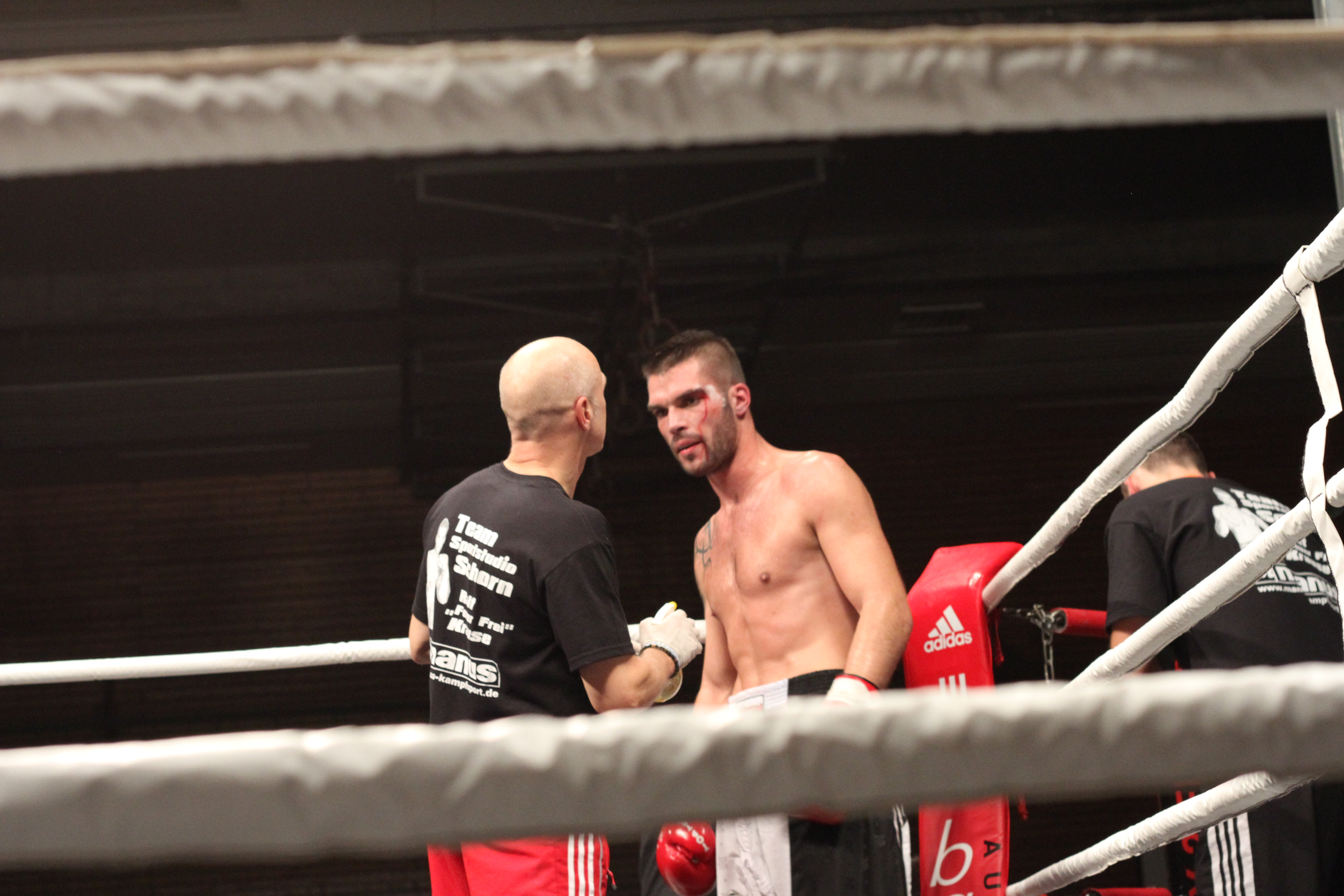
Ralf Krause mit seinem Trainer
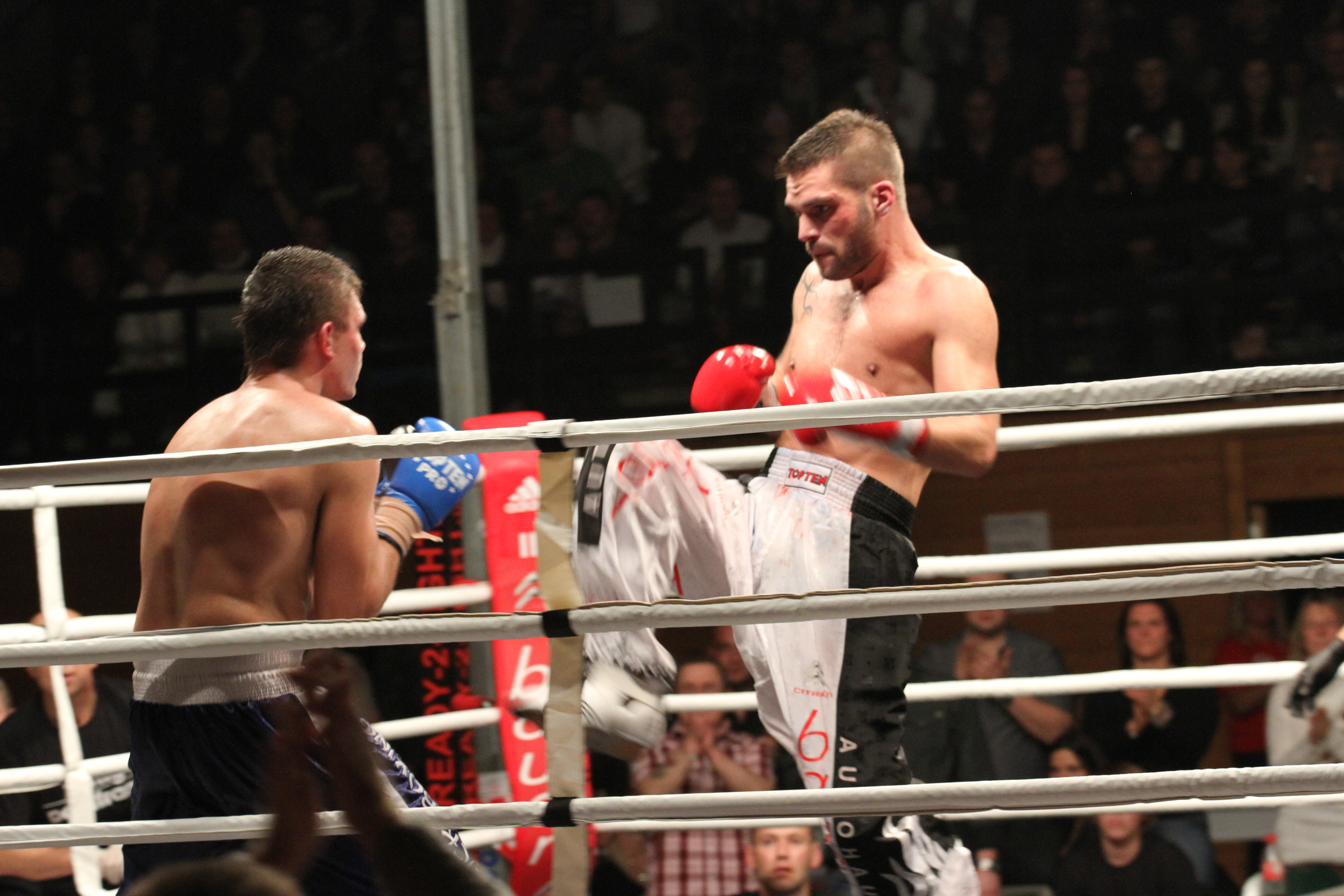
Alexey Rybkin vs. Ralf Krause
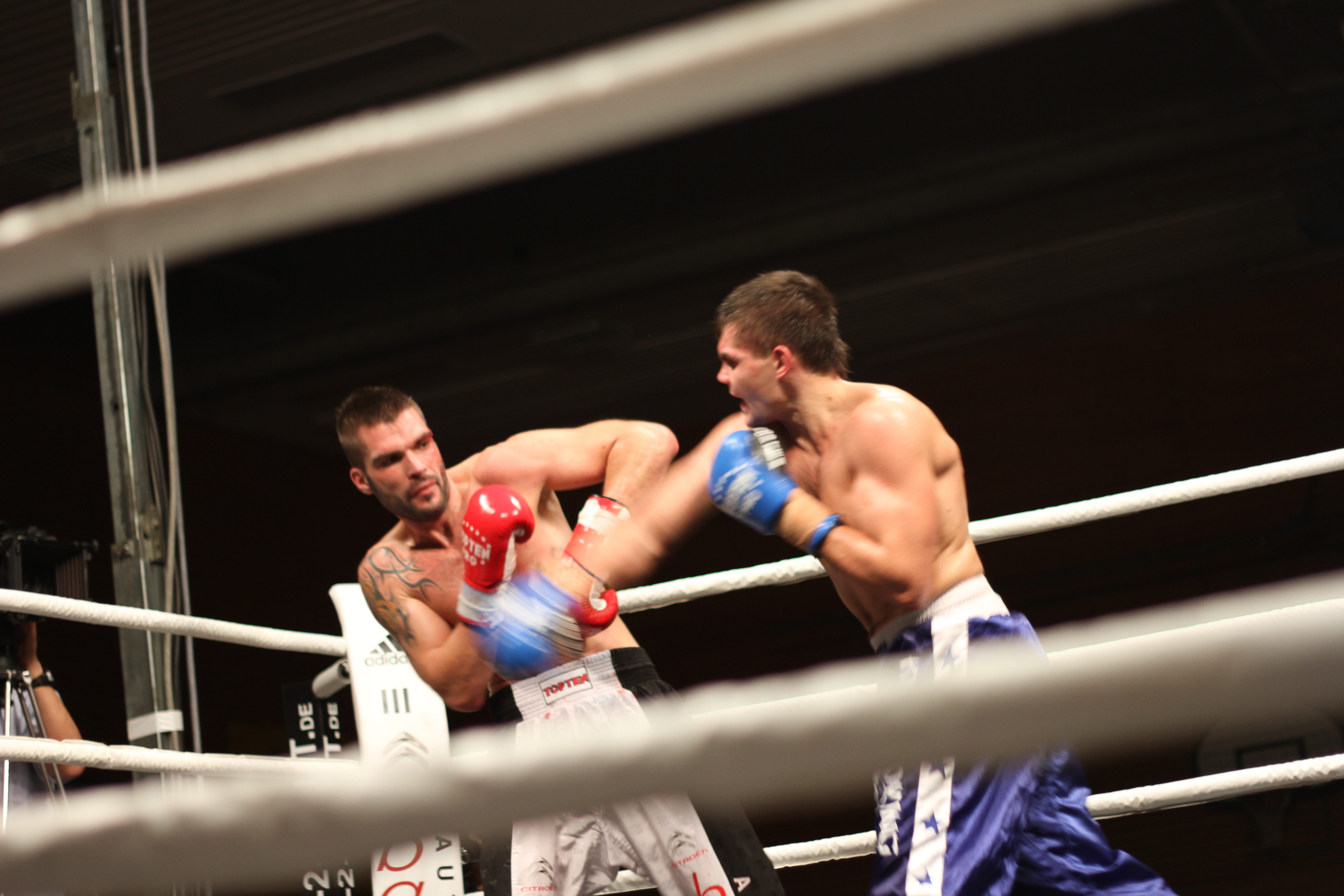
Alexey Rybkin vs. Ralf Krause
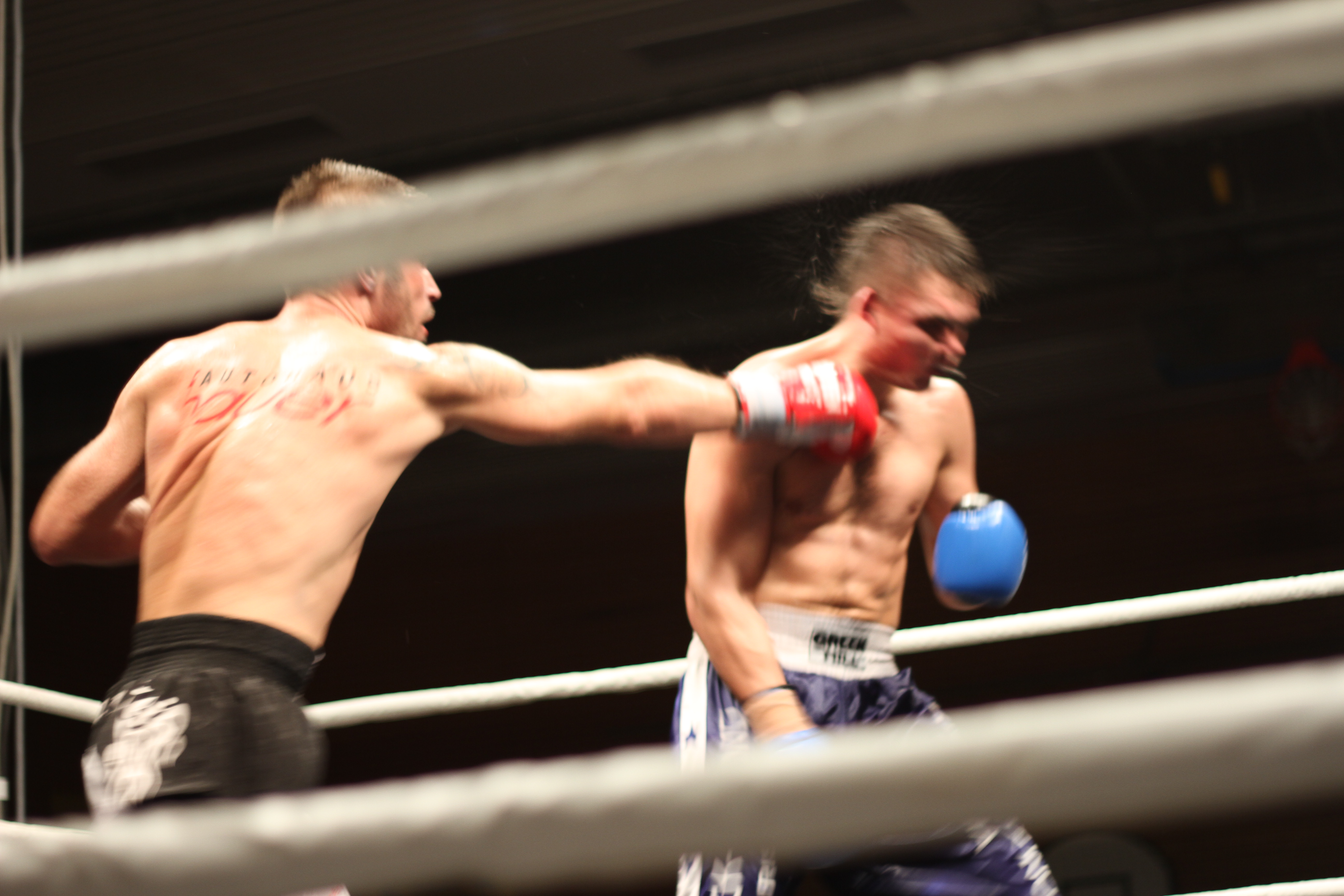
Ralf „Feuer Frei“ mit Wirkungstreffer
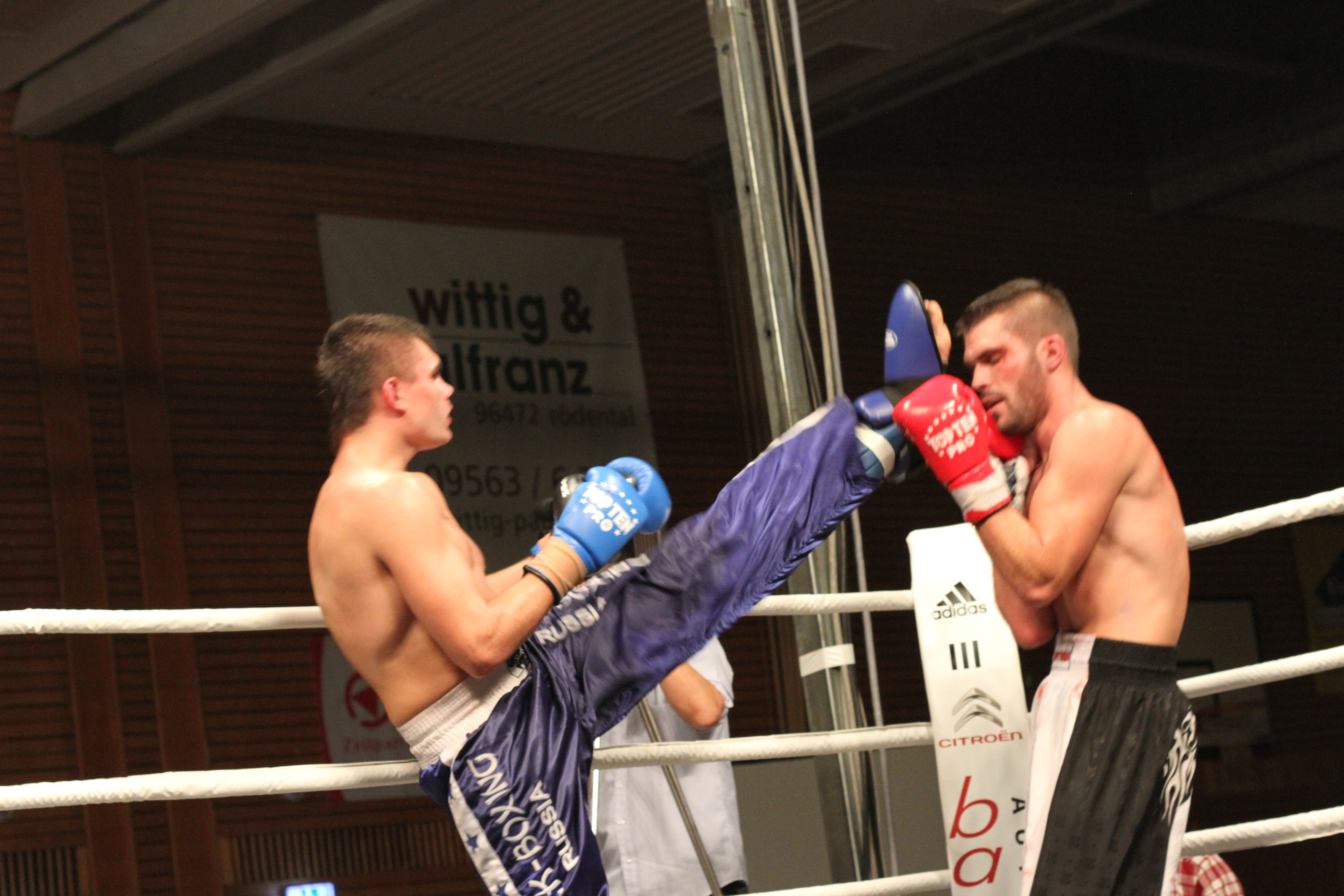
Axe-Kick Alexey Rybkin vs. Ralf Krause
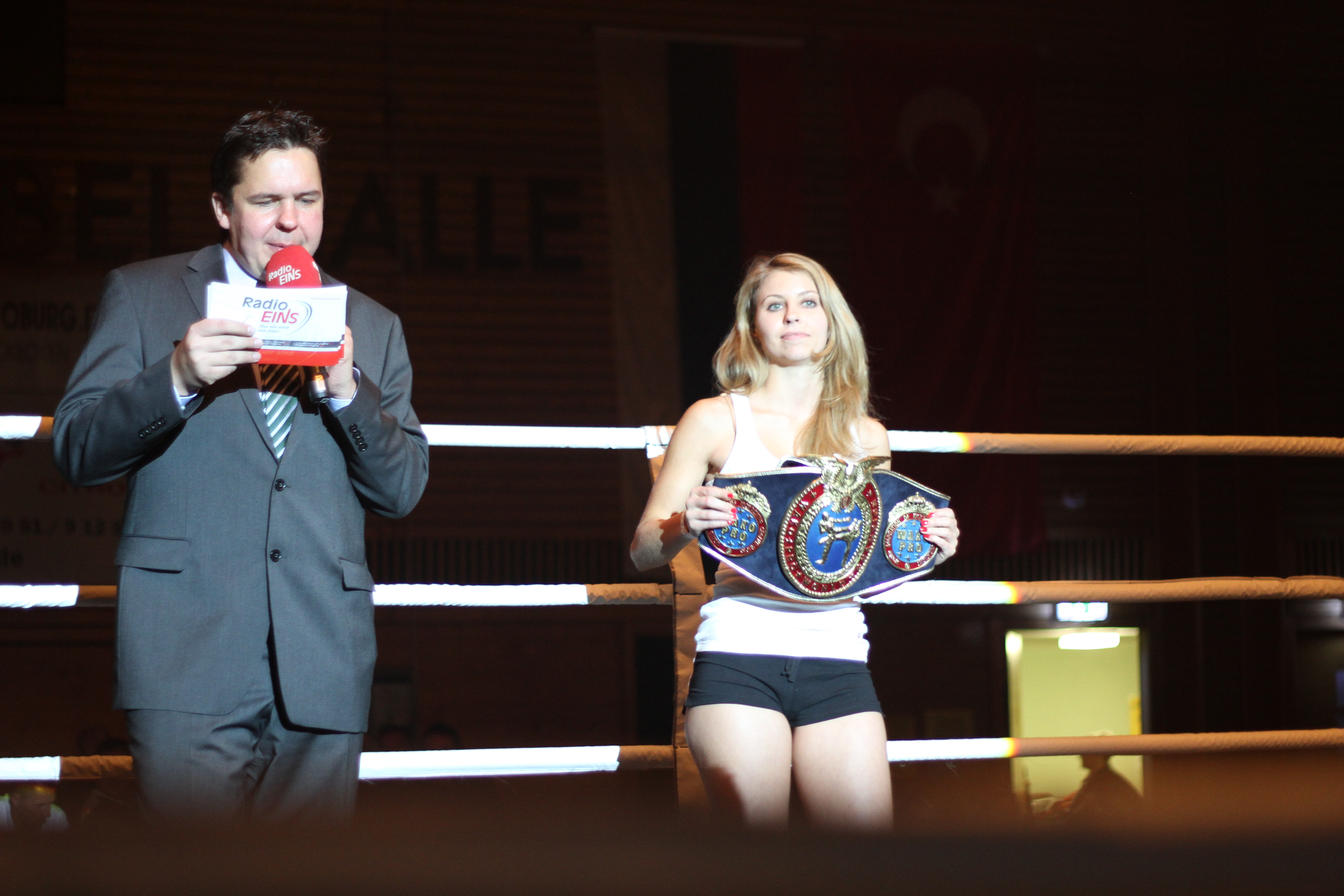
WM-Gürtel der WAKO-PRO